# 크누트 2세 (스웨덴)

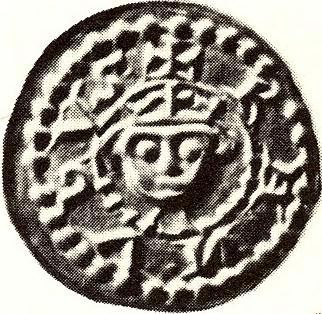
크누트 2세가 그려진 동전

크누트 2세(스웨덴어: Knut II, 생년 미상 ~ 1234년) 또는 크누트 홀름게르손(스웨덴어: Knut Holmgersson)은 스웨덴의 국왕(재위: 1229년 ~ 1234년)이다. 에리크가 출신이며 장신왕 크누트(스웨덴어: Knut Långe 크누트 롱에[*])라는 별칭으로 부르기도 한다.

## 생애
크누트 1세 국왕의 조카인 홀름예르(Holmger)의 아들로 태어났다. 1222년 에리크 11세가 스웨덴의 국왕으로 즉위하면서 섭정 역할을 수행했다. 1229년 쇠데르만란드 지방에서 일어난 올루스트라(Olustra) 전투에서 에리크 11세 국왕에게 승리하면서 에리크 11세를 추방시켰다.
1231년 스웨덴의 크누트 2세 국왕으로 즉위했지만 1234년에 사망하고 만다. 1234년 에리크 11세가 스웨덴으로 귀환하면서 스웨덴의 국왕으로 복위하게 된다.